# Pavel Harçik
Pavel Harçik (turkmeniska: Pawel Harçik, ryska: Па́вел Миха́йлович Ха́рчик; Pavel Michailovitj Chartjik) född 5 april 1979 i Dusjanbe, Tadzjikistan, är en rysk-turkmensk fotbollsspelare som för närvarande spelar för den uzbekiska fotbollsklubben Olmaliq FK i Olij Liga, utlånad från Qizilqum Zarafsjon. Han spelar även för Turkmenistans herrlandslag i fotboll.